# Jozef Šidlo
Jozef Šidlo (září 1931 Vrútky – září 2011 tamtéž) byl slovenský fotbalový útočník (pravé křídlo). Za Vrútky hrál také lední hokej.
V září 2006 obdržel u příležitosti svých 75. narozenin Pamätný list mesta Vrútky.

## Hráčská kariéra
Vrútecký rodák a odchovanec hrál v československé lize za Slovan ÚNV Bratislava, vstřelil tři prvoligové branky. Do Slovanu jej doporučil funkcionář Jozef Gosiorovský (pozdější předseda SFZ v letech 1973–1978). Během základní vojenské služby nastupoval za Dom armády Trenčín. Poté krátce působil ve Spartaku Martin, odkud se vrátil do Vrútek. V Lokomotívě Vrútky patřil k ústředním postavám mužstva až do poloviny 60. let 20. století.

### Prvoligová bilance
| Ročník             | Zápasy | Góly | Minuty | Klub                  |
| ------------------ | ------ | ---- | ------ | --------------------- |
| I. liga 1953       | 12     | 2    | –      | Slovan ÚNV Bratislava |
| CELKEM I. ČS. LIGA | 12     | 2    | –      |                       |